# Ду-Койн (станция)
Ду-Койн (англ. Du Quoin) — железнодорожная станция в городе Ду-Койн штата Иллинойс США.

## Дальнее следование по станции

### Амтрак
| № поезда     | Маршрут движения    | № поезда     | Маршрут движения    |
| ------------ | ------------------- | ------------ | ------------------- |
| 390 «Салюки» | Карбондейл — Чикаго | 391 «Салюки» | Чикаго — Карбондейл |
| 392 «Иллини» | Карбондейл — Чикаго | 393 «Иллини» | Чикаго — Карбондейл |

## Адрес вокзала
- 62832, США, штат Иллинойс, г. Ду-Койн, Норт-Честнат-стрит, 20